# Bakán (álbum)
Bakán es el tercer álbum oficial de la banda chilena De Kiruza, lanzado en 1996 por el sello discográfico Warner Music.

## Lista de canciones
| Bakán |                       |                                     |          |  |
| N.º   | Título                | Escritor(es)                        | Duración |  |
| 1.    | «Deja tu mensaje»     | Foncea, Almarza                     | 2:23     |  |
| 2.    | «De Kiruza»           | Foncea                              | 6:06     |  |
| 3.    | «A eme o erre»        | Cote, Felo Y Pedro Foncea; Almarza  | 5:12     |  |
| 4.    | «Pichintún de swing»  | Foncea, Colio, Carvallo             | 0:25     |  |
| 5.    | «Luna»                | Foncea, Fernandes Da Silva, Jimenes | 3:22     |  |
| 6.    | «Origen»              | Foncea, Almarza                     | 4:42     |  |
| 7.    | «A eternidade»        | Foncea                              | 4:25     |  |
| 8.    | «Cháchara en pungazz» | Lolo, Pita, Peyo                    | 0:30     |  |
| 9.    | «Bakán»               | Foncea, Meneses                     | 4:27     |  |
| 10.   | «Temporal»            | Rojas, Araya, Foncea                | 5:48     |  |
| 11.   | «Tremendo swing»      | Foncea, Colio, Carvallo             | 2:03     |  |
| 12.   | «Buscándote»          | Bruna, Almarza, Foncea              | 0:37     |  |
| 13.   | «Cuando eras mía»     | Araya                               | 5:52     |  |
| 14.   | «Continente X»        | Foncea                              | 5:06     |  |

## Músicos
- Pedro Foncea: Voz líder, percusión, teclados y programación
- Cote Foncea: Batería, loops, secuencias y programación
- Felo Foncea: Teclados
- Sebastián Almarza: Piano y teclados
- Leo Ahumada: Guitarras
- Oscar Urrejola: Coros
- Roberto Pérez y Claudio Ortuzar: Percusión[3]